# Pheia haemapleura
Pheia haemapleura là một loài bướm đêm thuộc phân họ Arctiinae, họ Erebidae.